# Wasim Sajjad
Wasim Sajjad (Jalandhar (Brits-Indië), 30 maart 1941) is een Pakistaans politicus. Hij was tweemaal interim-president van Pakistan. Momenteel is hij namens de Pakistan Muslim League (Q) de oppositieleider in het parlement van Pakistan.

## Levensloop
De vader van Sajjad was rechter in het Hooggerechtshof van Pakistan. Zelf studeerde Sajjad aan het Wadham College van de Universiteit van Oxford. Hij haalde daar in 1966 een graad in de rechtsgeleerdheid, en in 1967 een bachelor in het publieksrecht en een master in bestuursrecht. Van 1965 tot 1966 was hij ook president van Oxford University Islamic Society en voorzitter van de Oxford University Pakistan University. Van 1965 tot 1967 was hij voorzitter van de Oxford University Birkenhead Society.
In Pakistan begon zijn politieke carrière in de jaren tachtig toen hij gekozen werd in het parlement van Pakistan. Hij diende onder premier Mohammed Khan Junejo als minister van Recht, Justitie en Parlementaire Zaken. Daarbij kreeg hij ook de portefeuille van Binnenlandse Zaken. In 1988 werd Sajjad benoemd tot voorzitter van de Senaat. In aanloop naar de presidentsverkiezingen van 1993 trad zittend president Ghulam Ishaq Khan vervroegd af. Sajjad was de eerste in lijn om hem op te volgen. Hij nam ook deel aan de verkiezingen, maar verloor deze van Farooq Leghari. In 1997 werd hij weer tijdelijk benoemd tot interim-president. Zijn opvolger was Mohammed Rafiq Tarar.
In 2002 werd Sajjad beschuldigd voor enkele miljoenen aan Pakistaanse roepies gebruik te hebben gemaakt van overheidsvoertuigen- en telefoons van het van overheidsvoertuigen. In een rechtszaak kreeg hij een forse boete opgelegd.
Iskandar Mirza · Mohammed Ayub Khan · Yahya Khan · Zulfikar Ali Bhutto · Fazal Ilahi Chaudhry · Mohammed Zia-ul-Haq · Ghulam Ishaq Khan ·
Wasim Sajjad · Farooq Leghari · Wasim Sajjad · Mohammed Rafiq Tarar · Pervez Musharraf · Mohammed Mian Soomro · Asif Ali Zardari · Mamnoon Hussain · Arif Alvi ·
Asif Ali Zardari